# Кошлаков, Дмитрий Иванович
Дмитрий Иванович Кошлаков (1835—1891) — русский врач-терапевт.

## Биография
Родился в 1835 году в семье священника. По окончании курса в духовной семинарии поступил в медико-хирургическую академию, которую окончил в 1861 году и был оставлен при терапевтической клинике профессора С. П. Боткина. В 1864 году получил степень доктора медицины за диссертацию «Исследование формы пульса посредством сфигмографа Марея» (Санкт-Петербург: тип. Я. Трея, 1864. — 51 с.) и был послан на 2 года за границу, где занимался, кроме внутренних болезней, еще специально болезнями гортани и физиологической химией. После возвращения в Россию, с 1867 года — адъюнкт-профессор; читал болезни почек и гортани. В 1883 году стал ординарным профессором кафедры госпитальной клиники, возглавив её вместо ушедшего Эйхвальда — до 1890 года. Был известным врачом-практиком. Зимой 1874 года начал консультировать Ф. М. Достоевского: 6 июня 1874 года Достоевский писал своей жене А. Г. Достоевской: «Впрочем, твердый совет тогда Кошлакова лечиться в Эмсе сделал то, что я, несмотря на все эти толки, еду теперь в Эмс непременно…». В последние дни жизни Достоевского его жена в письме к профессору О. Ф. Миллеру от 26 января 1881 года сообщала: «У нас был консилиум, и Кошлаков настоятельно требует, чтобы Федор Михайлович не двигался и не говорил в течение недели».
По выслуге 25 лет был оставлен ещё на 5 лет, но вскоре, по болезни, вышел в отставку.
Был известен своей чрезвычайной добротой и снисходительностью к людям. 
Из многочисленных его сочинений особенно было известно «Анализ мочи»: сначала — как «Записки, составленные по лекция»м (СПб., 1873; 4-е изд. — СПб., 1878); затем — как «Клиническое руководство для студентов и врачей» (СПб., 1880; 2-е изд. — СПб., 1887; 3-е изд. — ?). 